# Trirhabda schwarzi
Trirhabda schwarzi är en skalbaggsart som beskrevs av Blake 1951. Trirhabda schwarzi ingår i släktet Trirhabda och familjen bladbaggar. Inga underarter finns listade i Catalogue of Life.